# Prost AP03
Prost AP03 – samochód Formuły 1 zaprojektowany przez Alana Jenkinsa, Loïka Bigois i Johna Barnarda dla zespołu Prost Grand Prix. Model ten wziął udział w sezonie 2000. Jego kierowcami byli Jean Alesi (który wcześniej jeździł dla Tyrrella, Ferrari, Benettona i Saubera) oraz debiutant Nick Heidfeld, mistrz Formuły 3000 z 1999 roku. AP03, podobnie jak dwa poprzednie modele zespołu (AP01 i AP02) był napędzany przez silniki Peugeot. Prost wiązał z samochodem duże nadzieje, ale okazało się, że samochód jest w porównaniu do konkurencji powolny i zawodny. Spowodowało to, że jedyny raz w swojej historii zespół Prost nie zdobył w pojedynczym sezonie ani jednego punktu, kończąc go w klasyfikacji generalnej na ostatnim, jedenastym miejscu. Po sezonie zerwano współpracę z Peugeotem i zapewniono sobie silniki Ferrari pod szyldem Acer.

## Tło
Zespół Prost Grand Prix wywodzi się od Equipe Ligier. Ligier zadebiutował w Formule 1 w 1976 i uczestniczył w niej jako konstruktor i zespół do roku 1996, wygrywając w tym okresie 9 wyścigów. Na początku 1997 roku, po dwóch latach spekulacji, Ligier został sprzedany czterokrotnemu mistrzowi świata Formuły 1 Alainowi Prostowi, który przemianował zespół na Prost Grand Prix. Prost podpisał również trzyletnią umowę z Peugeotem na dostarczanie silników, która miała obowiązywać od sezonu 1998.

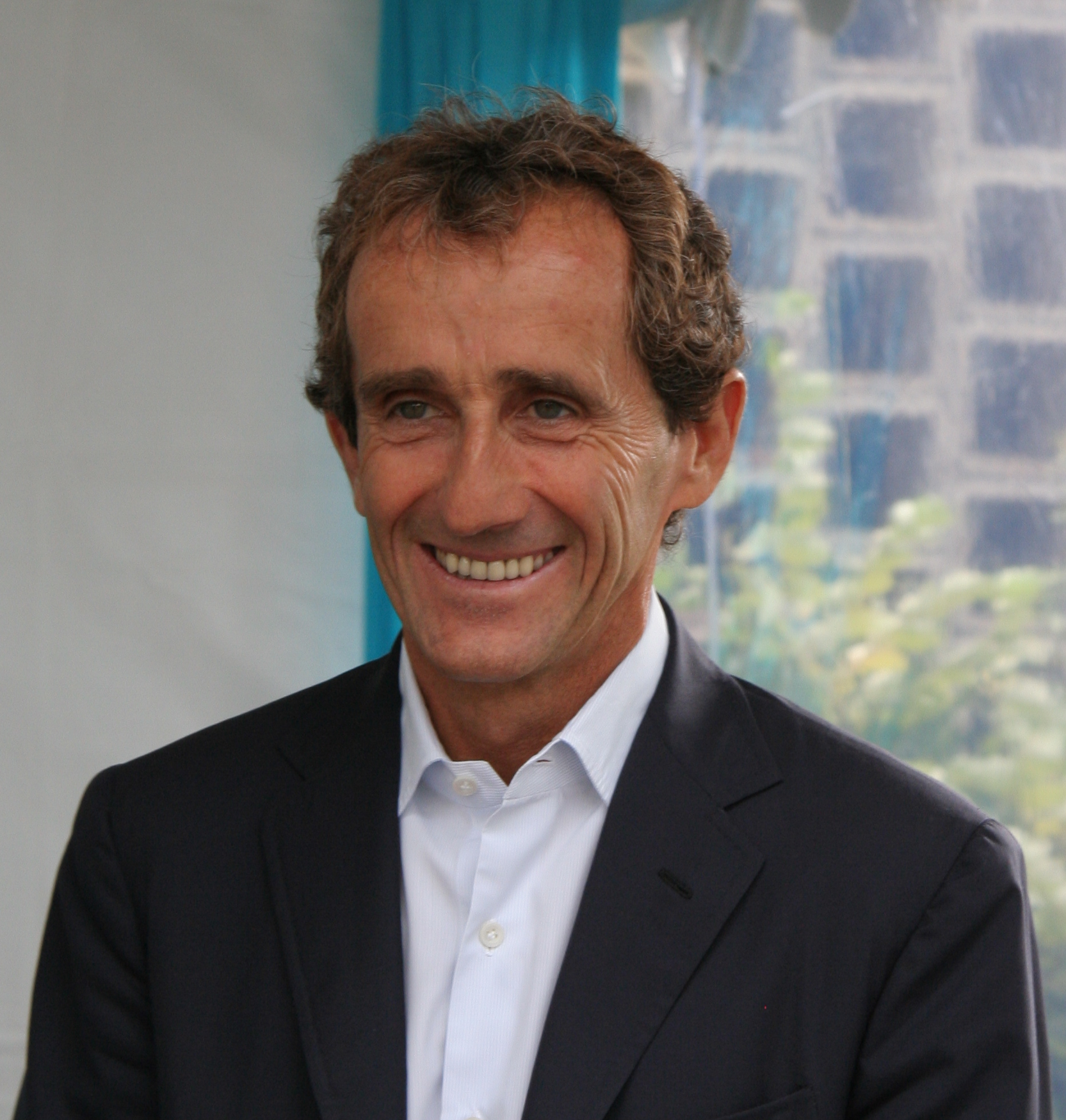
Alain Prost

W sezonie 1997 Prost, podobnie jak Ligier w sezonach 1995–1996, korzystał z silników Mugen Honda. Podstawowymi kierowcami w tamtym sezonie byli Olivier Panis (który wywalczył ostatnie zwycięstwo dla Ligiera) oraz Shinji Nakano; po wypadku Panisa w Grand Prix Kanady na siedem Grand Prix zastąpił go Jarno Trulli. Zespół zdobył w sezonie 1997 21 punktów, co dało mu szóste miejsce w klasyfikacji generalnej.
W roku 1998 kierowcami Prost Grand Prix byli Panis i Trulli. Zaprojektowany przez Loïka Bigois Prost AP01-Peugeot był zawodny i źle się prowadził, a problemy sprawiała także skrzynia biegów. Zaowocowało to jednym punktem w trakcie całego sezonu, wywalczonym przez Trullego w chaotycznym Grand Prix Belgii. W trakcie sezonu zespół zmienił siedzibę, przenosząc się ze starej bazy Ligiera w Magny-Cours do nowej fabryki w Guyancourt. W grudniu 1998 roku, ze względu na niezadowalające rezultaty modelu AP01, zatrudniono w charakterze konsultanta technicznego Johna Barnarda.
Panis i Trulli zostali w zespole na sezon 1999, a Prost AP02 nie był tak nieudanym modelem jak poprzednik, chociaż silnik Peugeot był zbyt duży i ciężki. W trakcie sezonu Prost zatrudnił Alana Jenkinsa na stanowisku dyrektora technicznego. Prost zdobył w sezonie 9 punktów (w tym 6 punktów za drugie miejsce Trullego w Grand Prix Europy) i zajął siódme miejsce w klasyfikacji konstruktorów.

### Nowy model
Prost wiązał duże nadzieje z AP03, co było uzasadnione stosunkowo wysokim budżetem, doświadczoną kadrą zarządzającą i inżynierami i kierowcami o dobrej reputacji. Samochód był podobny do poprzedniego modelu, AP02, jednak w stosunku do niego był wyposażony w trzy tysiące nowych części. AP02 był zbudowany przez zespół pod kierownictwem Loïka Bigois oraz konsultowany z B3, firmą inżynieryjną Johna Barnarda. AP02 osiągał dobre wyniki pod koniec sezonu. Trulli był drugi w Grand Prix Europy, a Panis jechał na trzecim miejscu w Grand Prix Japonii, odpierając ataki Eddiego Irvine'a i Davida Coultharda. Ponadto zespół pozyskał nowego sponsora w postaci Yahoo!. Dobrym krokiem wydawało się także zatrudnienie Alana Jenkinsa, który był wcześniej odpowiedzialny za zaprojektowanie kilku udanych samochodów, jak np. Stewarta SF3. Te wszystkie okoliczności powodowały, że Prost Grand Prix liczył na przynajmniej piąte miejsce w klasyfikacji konstruktorów na koniec sezonu.

## Silnik i skrzynia biegów
Model AP03 był napędzany przez dziesięciocylindrowe widlaste silniki Peugeot A20 o pojemności 2998 cm³. Przed sezonem 2000 silniki te były ocenianie jako jedne z najmocniejszych i najbardziej wytrzymałych w Formule 1. Jednak w trakcie sezonu zepsuły się podczas wyścigów sześciokrotnie. Ponadto jednostka A20 była wprawdzie lżejsza od silnika A18 z 1999 o około 15 kg, ważąc ok. 120 kg, ale rozwijała stosunkowo niską moc maksymalną – około 780 KM. Silnik Peugeot A20 rozwijał również najniższą prędkość obrotową spośród silników Formuły 1 w sezonie 2000, ponadto nie było widać w tym względzie progresu – w 1998 prędkość obrotowa silników Peugeot wynosiła 16 200 rpm, a w 2000 – 16 400 rpm. Dla porównania silniki Mercedesa w 1998 roku rozwijały prędkość obrotową 16 200 rpm, a w roku 2000 – 17 000 rpm. Po przeprowadzeniu modyfikacji silnik A20 został użyty przez Arrowsa w sezonie 2001 jako Asiatech 001. W silniku znajdowały się napędzane pneumatycznie cztery zawory na cylinder i dwa wały rozrządu na rząd cylindrów. Model AP03 był pierwszym samochodem konstrukcji Prosta, którego układ wydechowy był zamontowany wysoko; to rozwiązanie zastosowało w sezonie 1999 Ferrari.
Siedmiobiegowa półautomatyczna skrzynia biegów była zamontowana wzdłużnie. Skrzynia biegów była opracowana przez Prost Grand Prix, a wyprodukowana przez Xtrac. Wielotarczowe sprzęgło z włókna węglowego konstrukcji AP Racing było ręcznie kontrolowane.
Układ olejowy był mieszany, tzn. miał wspólny obwód dla silnika i skrzyni biegów, a zbiornik znajdował się między silnikiem a kokpitem. Natomiast układ paliwowy produkcji TAG Electronics posiadał gumowy zbiornik ATL zamontowany tuż za kokpitem. System chłodzenia był niesymetryczny; po obu stronach samochodu znajdowały się oddzielne chłodnice wody, a po lewej stronie silnika – chłodnica oleju.
Jako zasilanie służył system lekkich baterii dwunastowoltowych.

## Nadwozie i zawieszenie
Nadwozie typu monocoque było wyprodukowane przez Prost Grand Prix z formowanego włókna węglowego i kompozytów. Samochód był mniejszy od modelu AP02 – jego rozstaw osi wynosił 3095 mm, podczas gdy poprzedniego modelu – 3240 mm. Był również lżejszy od poprzednika o około 30 kg.
Na zawieszenie składały się popychacze aktywujące drążki skrętne poruszane przez podwójne wahacze z kompozytów węgla. Amortyzatory były wykonane przez Penske. Tylne zawieszenie było źle skonstruowane i zakłócało działanie dyfuzora.
Układ hamulcowy został skonstruowany przez Prost Grand Prix. Zaciski były wykonane przez AP Racing, a tarcze i klocki hamulcowe przez Carbon Industrie.

## Kierowcy

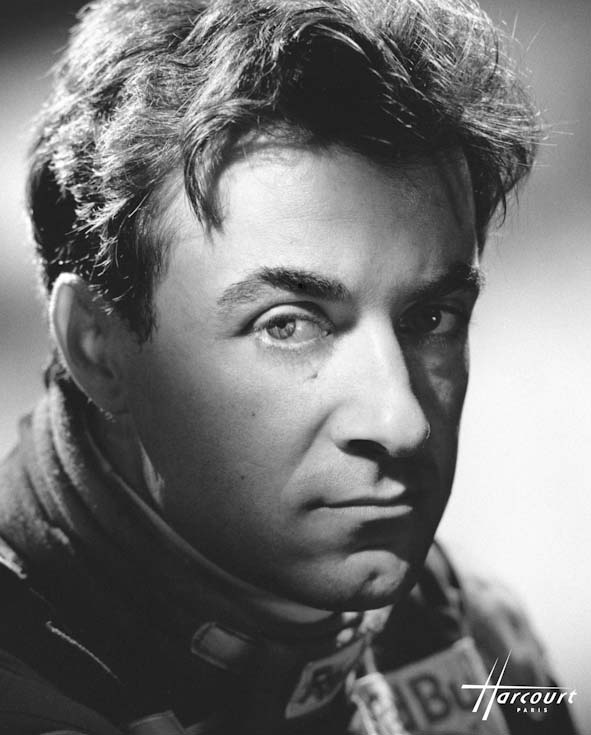
Jean Alesi

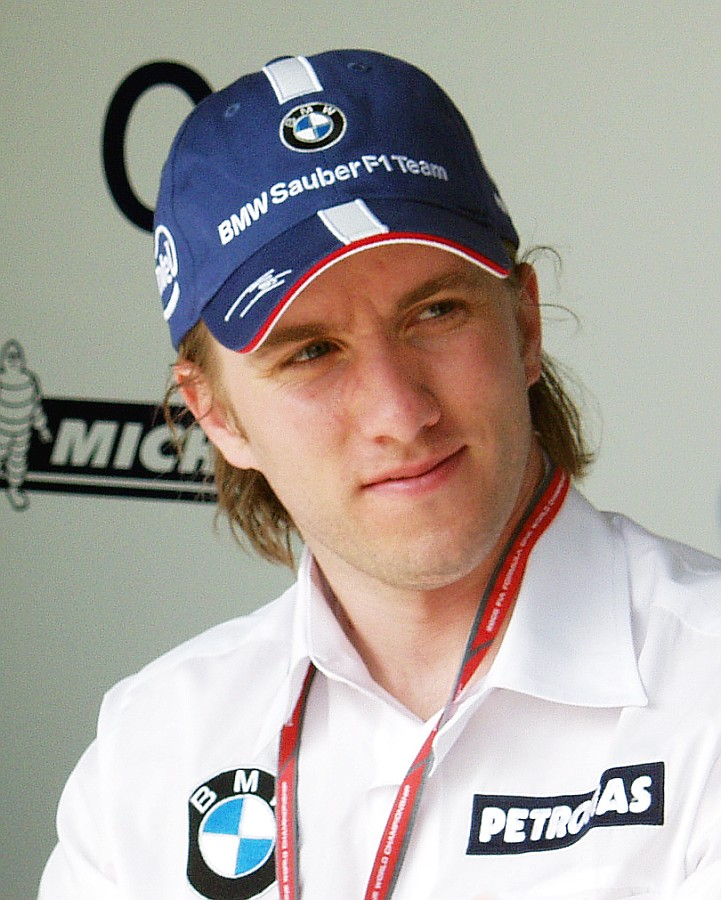
Nick Heidfeld

Jarno Trulli i Olivier Panis, którzy byli kierowcami zespołu w sezonie 1999, odeszli z Prost Grand Prix, jako że w połowie roku 1999 do zespołu zostali zakontraktowani Jean Alesi i Nick Heidfeld; taki skład kierowców Alain Prost określił jako "doskonałą mieszankę doświadczenia i młodości". Jako że Heidfeld przez wiele lat był związany z Mercedesem, jego zatrudnienie przez Prosta wywołało podejrzenia, czy francuski zespół nie liczy czasem w ten sposób na jakieś wsparcie od McLarena.
Pierwszym poważnym sukcesem francuskiego kierowcy sycylijskiego pochodzenia, Jeana Alesiego, było wygranie mistrzostw Francuskiej Formuły 3 w 1987 roku. W 1988 roku zadebiutował w Międzynarodowej Formule 3000. Zdobył wówczas dziesiąte miejsce w klasyfikacji kierowców. Rok później po zaciętej walce z Érikiem Comasem został mistrzem. Również w 1989 roku Alesi zadebiutował w Formule 1, w Tyrrellu w Grand Prix Francji. W roku 1990 przejechał już cały sezon. W Grand Prix Stanów Zjednoczonych sensacyjnie prowadził przez 34 okrążenia, ostatecznie kończąc wyścig na drugiej pozycji. Równie sensacyjnie spisał się w Grand Prix Monako. Na sezon 1991 miał już podpisany kontrakt z zespołem Williams, ale ostatecznie wybrał starty w Ferrari. Włoski zespół nie był jednak wówczas czołową ekipą i w pięcioletnim okresie startów dla niej (1991–1995) zdobył 121 punktów i jedno, ale i jedyne swoje zwycięstwo, w Grand Prix Kanady 1995. Na rok 1996 trafił do Benettona, gdzie jeździł przez dwa sezony; podobna sytuacja miała miejsce z zespołem Sauber, dla którego ścigał się w latach 1998–1999. Na rok 2000 Alesi wybrał starty w zespole swojego przyjaciela i dawnego kolegi z zespołu, Alaina Prosta. Podpisując kontrakt z Prost Grand Prix, liczył na dobre wyniki.
Nick Heidfeld przed sezonem 2000 nie jeździł w Formule 1. W 1994 został kierowcą w Niemieckiej Formule Ford 1600, wygrywając wówczas 8 z dziewięciu wyścigów i zdobywając tytuł. Rok później został mistrzem Międzynarodowej Formuły Ford 1800. To spowodowało, że w roku 1996 podjął starty w Niemieckiej Formule 3. Był wówczas trzeci w klasyfikacji generalnej, z trzema zwycięstwami. W 1997 roku kontynuował starty w Niemieckiej Formule 3 w zespole Schäfer Racing – wygrał te mistrzostwa. Na rok 1998 przeniósł się do Międzynarodowej Formuły 3000, gdzie startował w zespole West Competition. Do ostatniego wyścigu sezonu startował z ostatniego miejsca, ponieważ jego zespół użył nieregulaminowego paliwa. Ostatecznie przegrał tytuł o siedem punktów z Juanem Pablo Montoyą. W 1998 roku był również oficjalnym kierowcą testowym zespołu Formuły 1 West McLaren Mercedes. W 1999 roku został mistrzem Międzynarodowej Formuły 3000.
Kierowcą testowym był Stéphane Sarrazin. W 1994 roku został mistrzem Francuskiej Formuły Renault. Następnie w latach 1995–1997 startował we Francuskiej Formule 3, w 1997 roku zostając wicemistrzem tej serii. W 1998 roku zadebiutował w Międzynarodowej Formule 3000; odniósł wówczas jedno zwycięstwo i na koniec sezonu zajął szóste miejsce w klasyfikacji generalnej. We wrześniu 1998 roku został kierowcą testowym Prost Grand Prix. W 1999 roku kontynuował starty w Międzynarodowej Formule 3000, kończąc sezon na piątym miejscu w klasyfikacji generalnej. Jednocześnie zadebiutował wówczas w Formule 1 – zastąpił kontuzjowanego Lukę Badoera w zespole Minardi podczas Grand Prix Brazylii. Wyścigu tego nie ukończył na skutek wypadku na 32 okrążeniu.

## Prezentacja
Po raz pierwszy model AP03 wyjechał na tor pod koniec stycznia (był to tzw. shakedown na torze Magny-Cours). Oficjalnie natomiast został zaprezentowany w obecności 300 gości w południe 1 lutego 2000 roku na torze Circuit de Catalunya, a transmisję z tego wydarzenia przeprowadzał serwis Yahoo! i strona internetowa zespołu.
Zespół zapewniał, że model jest czymś więcej niż tylko ewolucją poprzednika, a każda mechaniczna i aerodynamiczna część samochodu została poddana szczegółowym badaniom i udoskonalona. Wyrażano nadzieję, że główne korzyści wynikną z zastosowania nowego pakietu silnika i skrzyni biegów, co wymagało ścisłej współpracy pomiędzy Prostem i Peugeotem. Alain Prost ponadto zachwalał swoich kierowców, twierdząc, że wzajemnie się uzupełniają.
Przed sezonem stało się jednak jasne, że samochód może nie spełniać oczekiwań zespołu. Nadwozie nie było udaną konstrukcją, ponadto nie wszystkie jego elementy pasowały idealnie do siebie. Ponadto problemem były testy, przeprowadzone zbyt późno w zbyt małych ilościach – wskutek tego kierowcy nie zdążyli przyzwyczaić się do samochodu. Gdy Prost Grand Prix przybył na Grand Prix Australii, samochód nadal był niedostatecznie rozwinięty, a kierowcy skarżyli się na brak stabilności tyłu samochodu. Kierowcy w modelu AP03 osiągali zadowalające czasy, ale było oczywiste, że jeżeli zespół chce myśleć o piątej pozycji w klasyfikacji konstruktorów, to należy dokonać dużych i natychmiastowych zmian.

## AP03 w wyścigach
Wskutek niedociągnięć w budowie samochodu zespół stwierdził, że Grand Prix Australii posłuży głównie w celu testów. W kwalifikacjach dosyć niespodziewanie Heidfeld uzyskał czas lepszy od Alesiego i z czasem 1:33,024 zajął piętnastą pozycję, tracąc do zdobywcy pole position, Miki Häkkinena, prawie 2,5 sekundy. Alesi natomiast uzyskał czas 1:33,197, co zapewniło mu siedemnaste miejsce. Przed wyścigiem obaj kierowcy mieli problemy ze swoimi samochodami, przy czym usterkę w bolidzie Heidfelda mechanicy zdołali usunąć. Samochód Alesiego natomiast miał "problem elektrohydrauliczny" z silnikiem, wskutek czego Francuz musiał wystartować zapasowym samochodem z alei serwisowej. Na trzecim zakręcie pierwszego okrążenia wyścigu Alesi obrócił się, ale zdołał kontynuować wyścig. Na 28 okrążeniu wyścigu w samochodzie francuskiego kierowcy zepsuł się silnik i Alesi był zmuszony wycofać się z dalszej rywalizacji. Heidfeld zajął ciężko prowadzącym się samochodem dziewiąte, ostatnie miejsce, z dwoma okrążeniami straty do zwycięzcy, Michaela Schumachera. Niemiec powiedział, że jest zadowolony z wyniku. Pozytywną wiadomością dla zespołu był fakt, że jeden z ich kierowców dojechał do mety, podczas gdy żaden z kierowców McLarena, Jordana, Arrowsa i Jaguara nie ukończył wyścigu.
W trakcie kwalifikacji do Grand Prix Brazylii w pierwszym zakręcie toru Interlagos na samochód Alesiego spadła tablica reklamowa z laminowanej tektury i uszkodziła przedni spojler. Alesi ostatecznie uzyskał czas 1:15,715 (ze stratą 1,6 sekundy do zdobywcy pole position, Miki Häkkinena), co dało mu piętnaste pole startowe, natomiast doświadczający problemów technicznych z samochodem Heidfeld zakończył kwalifikacje z czasem 1:17,112, przez co do wyścigu startował z dziewiętnastego miejsca. Francuz zapewniał po kwalifikacjach, że samochód będzie coraz lepszy, gdy będzie coraz bardziej rozwijany. W trakcie rozgrzewki przed wyścigiem (ang. warm-up) z samochodu Alesiego samoczynnie urwał się tylny spojler. Francuz tak skomentował to wydarzenie:

Nie było żadnego ostrzeżenia, po raz pierwszy dowiedziałem się o tym, kiedy samochód nagle ruszył do przodu z niesamowitym przyspieszeniem!

Alesi zdołał dojechać do boksów, gdzie założono mu nowy spojler. Tuż przed startem do wyścigu w Benettonie Alexandra Wurza zgasł silnik, przez co Alesi i Johnny Herbert utknęli za Austriakiem. Zarządzono wówczas powtórzony start. Na dziesiątym okrążeniu wskutek awarii silnika z wyścigu wycofał się Nick Heidfeld. Dwa okrążenia później z rywalizacji odpadł Jean Alesi – powodem była awaria układu elektrycznego w jego samochodzie.
W kwalifikacjach do Grand Prix San Marino Alesi był piętnasty z czasem 1:26,824, tracąc do pierwszego Miki Häkkinena 2,1 sekundy. Alain Prost przyznał, że Francuz pojechał na sto procent swoich możliwości. Nick Heidfeld uzyskał natomiast w zapasowym samochodzie czas 1:28,361 i startował z ostatniego, 22 miejsca. Samochód Heidfelda nie zdołał wyruszyć na okrążenie rozgrzewkowe, przez co mechanicy – nielegalnie – próbowali naprawić samochód. Heidfeld wyruszył do wyścigu z pit-lane, a później zgodnie z regulaminem zjechał na odbycie kary. Na 23 okrążeniu zaczęło w jego samochodzie spadać ciśnienie hydrauliczne i wkrótce później było tak niskie, że układ hydrauliczny przestał działać, a Heidfeld wycofał się z wyścigu. Walczący z kierowcami Benettonów Alesi zakończył wyścig z tego samego powodu co Heidfeld trzy okrążenia później.
Początkowo kwalifikacje do Grand Prix Wielkiej Brytanii odbywały się na wilgotnym torze, a wówczas Jean Alesi osiągał bardzo dobre czasy. Gdy jednak tor wysechł, wyniki nie były już tak dobre i Alesi kwalifikacje trzeci raz z rzędu zakończył na piętnastym miejscu, uzyskując czas 1:27,559. Heidfeld z czasem 1:27,806 był siedemnasty, chociaż podczas przejeżdżania swojego najszybszego okrążenia zepsuł mu się silnik. Alesi ukończył swój pierwszy wyścig w sezonie, dojeżdżając do mety po długiej walce z Pedro Dinizem i Johnnym Herbertem na dziesiątym miejscu ze stratą jednego okrążenia do zwycięzcy, Davida Coultharda. Heidfeld na starcie stracił trzy pozycje i ostatecznie nie ukończył wyścigu z powodu awarii silnika na 52 okrążeniu.
Jean Alesi w kwalifikacjach do Grand Prix Hiszpanii był siedemnasty (1:22,894), a Nick Heidfeld – dziewiętnasty (1:23,033). Na pierwszym okrążeniu wyścigu Alesi zderzył się z Pedro de la Rosą i wycofał się z wyścigu. Heidfeld skończył wyścig na szesnastej pozycji, a wyprzedzili go obaj kierowcy Minardi.
Kwalifikacje do Grand Prix Europy Heidfeld ukończył z czasem 1:19,147, co dało mu trzynastą pozycję startową. Alesi natomiast musiał użyć zapasowego samochodu; w jego bolidzie elektroniczny system zarządzania uszkodził skrzynię biegów i Alesi był zmuszony skorzystać z rezerwowego samochodu, przeznaczonego dla Nicka Heidfelda. Po przejechaniu kilku okrążeń Alesi obrócił się, po czym wrócił do boksów i przesiadł się do swojego samochodu; gdy wyruszył, skrzynia biegów uległa kompletnemu zniszczeniu. Ostatecznie Francuz uzyskał czas 1:19,651 i osiemnastą pozycję. Po sesji kwalifikacyjnej okazało się, że samochód Heidfelda jest o dwa kilogramy lżejszy niż minimalna regulaminowa masa samochodu, przez co Niemiec został zdyskwalifikowany. Prost przyznał, że był to błąd zespołu, jako że użyto nowych części, nie sprawdzając przy tym masy pojazdu. Mimo tego Heidfeld zjawił się na starcie wyścigu, ale zabroniono mu wzięcia udziału w nim. Na początku wyścigu Francuz walczył o pozycję z Pedro Dinizem. Alesi zjechał do boksów za późno, po czym w jego samochodzie zaczęła psuć się skrzynia biegów, więc zjechał na pit stop jeszcze raz. W dodatku nie działał ogranicznik prędkości w boksach, więc Alesi musiał zjechać jeszcze raz, na karę stop & go. Ostatecznie francuski kierowca dojechał do mety na ostatnim, dziewiątym miejscu, z dwoma okrążeniami straty do zwycięzcy (Davida Coultharda).
Przed Grand Prix Monako z zespołu został zwolniony Alan Jenkins; pojawiły się plotki, że z tego powodu przez pół godziny płakał w swoim biurze. Jenkinsa na stanowisku dyrektora technicznego zastąpił Henri Durand, ponadto jako dyrektora zarządzającego zatrudniono Joana Villadelprata. W tym czasie Peugeot i Yahoo! ogłosili, że po sezonie 2000 zaprzestaną współpracować z zespołem, co oznaczało, że Prost Grand Prix stracił dostawcę silników i jednego z głównych sponsorów.
Podczas Grand Prix Monako, w trakcie czwartkowego treningu Nick Heidfeld uderzył mocno w ścianę w zakręcie La Rascasse. Podczas kwalifikacji Niemiec był osiemnasty po ustanowieniu 1:22,017. Jean Alesi natomiast w trakcie kwalifikacji miał problem z układem elektrycznym w swoim samochodzie i był zmuszony skorzystać z zapasowego bolidu. Mimo tego po przejechaniu bardzo dobrego okrążenia (z czasem 1:20,494 i sekundą straty do zdobywcy pole position, Michaela Schumachera) Alesi ustanowił siódmy czas. Na początku wyścigu Arrows Pedro de la Rosy po kontakcie z Jensonem Buttonem stanął w poprzek zakrętu Grand Hotel i przyblokował część kierowców, w tym Heidfelda. Heidfeld uszkodził samochód i nie zdążył zjechać do alei serwisowej przed jej zamknięciem, wskutek czego do zarządzonego powtórzonego startu ruszał z pit-lane. Tymczasem Alesi jechał bardzo dobrze również w wyścigu i mógł nawet zakończyć go na podium, ale na 30 okrążeniu zepsuła mu się skrzynia biegów. Heidfeld natomiast zakończył wyścig na ósmym miejscu z okrążeniem straty do zwycięzcy, Davida Coultharda.
W czerwcu pojawiły się pierwsze plotki o sprzedaży zespołu, a ofertę rzekomo miał złożyć Benetton. Alain Prost odrzucił je oświadczając przy tym, że gdyby Renault złożyło taką ofertę, to on by ją zaakceptował.
Podczas Grand Prix Kanady, po piątkowym treningu (w trakcie którego Alesi uzyskał 11 czas, a Heidfeld miał wypadek) Alain Prost wspomniał o możliwości zakwalifikowania się któregoś kierowcy zespołu w czołowej dziesiątce. Tymczasem w trakcie kwalifikacji Alesi był 17 (uzyskując 1:20,512), a Heidfeld – 21 (1:21,680). Alain Prost nie chciał skomentować tych wyników nawet w oficjalnym oświadczeniu prasowym. W trakcie wyścigu, w zmieniających się warunkach atmosferycznych, Alesi jechał na ósmej pozycji, po czym zaliczył najdłuższy pit-stop w wyścigu – 50,467 sekundy. Na 35 okrążeniu z wyścigu wskutek awarii silnika wycofał się Heidfeld, a cztery okrążenia później z rywalizacji zrezygnował Alesi – powodem były problemy z układem hydraulicznym.
Następną eliminacją było "domowe" Grand Prix zespołu, Grand Prix Francji, na które przywieziono nowe silniki Peugeot. Po zakwalifikowaniu się Oliviera Panisa na trzecim miejscu rok wcześniej oraz ukończeniu wówczas wyścigu przez kierowców Prosta na siódmej i ósmej pozycji, na zespole pojawiła się presja, by zanotować podobny wynik w sezonie 2000. Optymizmem mogły również napawać testy, które odbyły się przed Grand Prix Francji. Jean Alesi uważał jednak, że silniki Peugeot są zbyt słabe:

Jeśli te silniki V10 mają 792 KM mocy, to inne muszą mieć 850!

Na tę wypowiedź Corrado Provera, szef Peugeot Motorsport, oświadczył, że silniki Peugeot są jednymi z najlepszych w Formule 1. Ponadto po wypowiedzi Alesiego w trakcie rozgrzewki przed wyścigiem, zastrajkowali mechanicy zespołu. W kwalifikacjach Heidfeld był szesnasty z czasem 1:17,374, a Alesi, który zapewniał, że w trakcie kwalifikacji miał problemy z silnikiem i sterownością – osiemnasty, uzyskując czas 1:17,569. W trakcie wyścigu Heidfeld jechał na szesnastej pozycji, za Fisichellą i Alesim. Na zakręcie Adelaide Niemiec podjął próbę wyprzedzenia obu kierowców, nie zdążył wyhamować i uderzył w bok samochodu Alesiego. Obaj kierowcy zdołali jednak kontynuować jazdę, przy czym Heidfeld uszkodził swój samochód i musiał zjechać do boksów. W trakcie tego pit-stopu Heidfeld próbował unieruchomić silnik, co spowodowało irytację Prosta. Ostatecznie Niemiec ukończył wyścig na dwunastym miejscu, Alesi natomiast był czternasty. Był to jedyny wyścig w sezonie 2000, który ukończyli obaj kierowcy Prost Grand Prix.

I, ach, dwa Ligiery, ach przepraszam, dwa Prosty... biedny Alain Prost!

W kwalifikacjach do Grand Prix Austrii Heidfeld był trzynasty (uzyskał czas 1:12,037), natomiast Alesi – siedemnasty (z czasem 1:12,304). Alesi miał zaplanowane dwa pit-stopy, a Heidfeld – jeden. Po swoim pierwszym pit-stopie Alesi wyjechał na tor tuż przed Heidfeldem. Kierowcy ci jechali bardzo blisko siebie przez kilka okrążeń. Na 42 okrążeniu, w pierwszym zakręcie, Alesi podjął próbę wyprzedzenia Niemca, jednak ten go nie zauważył i jechał optymalnym torem jazdy: doszło do zderzenia obu kierowców, którzy przez tę kolizję wycofali się z wyścigu. Zespół bronił się twierdząc, że nie wydał team orders.
Kwalifikacje do Grand Prix Niemiec Heidfeld ponownie ukończył przed Alesim, na 13 miejscu (1:48,690). Francuz popełnił błąd w trakcie pierwszego przejazdu i dopiero pod koniec sesji poprawił czas na 1:50,289, co dało mu dwudzieste miejsce startowe. W trakcie wyścigu, na 29 okrążeniu, Pedro Diniz próbując wjechać w zakręt Senna, uderzył w samochód próbującego go wyprzedzić Alesiego. Jako że obaj kierowcy jeszcze wówczas nie hamowali, samochód Alesiego obrócił się bez możliwości kontroli i uderzył w ścianę z opon. Głowa Alesiego w kokpicie pochyliła się bardzo do przodu, ale Francuzowi nic się nie stało. Alesi tak skomentował kolizję:

"Wyprzedzałem Diniza przed szykaną, kiedy on nagle zmienił linię jazdy. To był prawdopodobnie jeden z najgorszych wypadków w moim życiu.

Heidfeld nie ukończył wyścigu: jadąc na dziesiątej pozycji, na pięć okrążeń przed metą w jego samochodzie zepsuł się alternator.
Sesję kwalifikacyjną do Grand Prix Węgier Alesi ukończył na czternastym miejscu (czas 1:19,626). Heidfeld nie był zadowolony z tego, jak się prowadzi samochód, i przesiadł się na samochód zapasowy, kończąc kwalifikacje na dziewiętnastym miejscu (1:20,481). Samochody Prost Grand Prix jako pierwsze odpadły z wyścigu: Alesi wskutek problemów ze sterownością samochodu na 12, a Heidfeld po awarii układu elektrycznego na 23 okrążeniu.
Grand Prix Belgii było kolejną eliminacją, w której do wyścigu Heidfeld startował przed Alesim – Niemiec był czternasty (1:53,193), a Francuz siedemnasty (1:53,309), chociaż Alain Prost przyznał, że liczył na lepszy wynik. Na początku wyścigu tor był mokry, dlatego też start odbył się za samochodem bezpieczeństwa; tor jednak wkrótce później zaczął przesychać. Na 13 okrążeniu uszkodzeniu uległa jednostka napędowa w samochodzie Heidfelda. Tymczasem Alesi jako pierwszy zjechał do boksów, by wymienić opony na te przeznaczone na suchą nawierzchnię. Gdy uczynili to inni konkurenci, Francuz znalazł się na czwartym miejscu z dużą przewagą nad Ralfem Schumacherem. Jednakże później zmienił strategię na trzy pit-stopy, a po swoim drugim pit-stopie wyjechał na tor na ósmej pozycji. Na 33 okrążeniu w bolidzie Alesiego zepsuła się pompa paliwa i francuski kierowca musiał wycofać się z wyścigu. Alesi był jednak zadowolony z wyścigu, utrzymując, że jazda przez pewien czas na czwartym miejscu była ważna dla morale zespołu i wyrażając nadzieję, że wniesie do niego "trochę tlenu".
Do wyścigu o Grand Prix Włoch Alesi startował z 19 miejsca (w kwalifikacjach uzyskał 1:25,558), a Heidfeld – tuż za nim (dzięki uzyskanemu w kwalifikacjach czasowi 1:25,625). Na starcie wyścigu Prost Alesiego nie chciał odpalić; później jednak Alesi zdołał ruszyć. Na 16 okrążeniu jadący na dziewiątym miejscu Heidfeld wypadł z toru, po czym w jego samochodzie zgasł silnik, przez co Niemiec nie zdołał kontynuować jazdy. Alesi dojechał do mety na ostatnim, 12 miejscu, za oboma kierowcami Minardi.
Przed Grand Prix Stanów Zjednoczonych pojawiły się plotki, że wykupieniem udziałów w zespole Prost Grand Prix zainteresowany jest Abílio dos Santos Diniz, ojciec Pedro Diniza. Ostatecznie umowa doszła do skutku, dzięki czemu do zespołu, nieposiadającego sponsorów na sezon 2001, napłynęły fundusze. Prost Grand Prix poinformował także, że w sezonie 2001 będzie używać rocznych silników Ferrari (w specyfikacji Monza), dzięki którym w roku 2000 Sauber kilkukrotnie osiągnął dobre wyniki. Pojawiły się jednak plotki, że zespół jest zadłużony na 45 milionów dolarów, a Alain Prost przyznał później, że zatrudni jako drugiego kierowcę na rok 2001 tzw. pay drivera, czyli kierowcę płacącego za starty.
Kwalifikacje do Grand Prix Stanów Zjednoczonych Nick Heidfeld ukończył z czasem 1:16,060, co dało mu 16 miejsce. Jeanowi Alesiemu natomiast w trakcie sesji kwalifikacyjnej zepsuł się silnik i francuski kierowca, uzyskawszy ostatecznie czas 1:16,471, startował z dwudziestej pozycji. W trakcie wyścigu Alesi był szybszy od Heidfelda. Na 66 okrążeniu w samochodzie jadącego na dziewiątym miejscu Alesiego awarii uległ silnik. Heidfeld ukończył Grand Prix Stanów Zjednoczonych na dziewiątej pozycji.
W kwalifikacjach do Grand Prix Japonii Nick Heidfeld był szesnasty, uzyskując czas 1:38,141. Tuż za nim z czasem gorszym o 68 setnych sekundy uplasował się Jean Alesi. Alain Prost powiedział, że trudno było uzyskać lepsze czasy, więc zespół nie powinien być sfrustrowany. Alesi zakończył wyścig po 19 okrążeniach z powodu awarii silnika, Heidfeld również nie dojechał do mety – na 42 okrążeniu w jego samochodzie uszkodziło się zawieszenie.

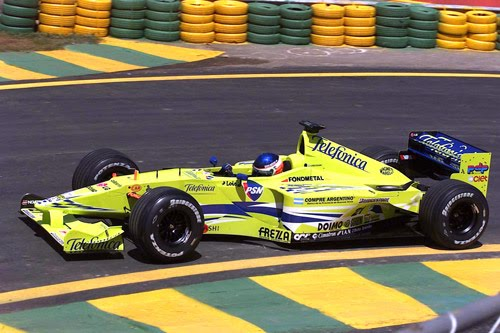
Dysponujący znacznie mniejszym od Prost Grand Prix budżetem zespół Minardi zakończył sezon 2000 na wyższym miejscu w klasyfikacji konstruktorów

Dotychczasowe wyniki oznaczały, że jeżeli Prost chciał być w klasyfikacji generalnej konstruktorów wyżej od przedostatniego Minardi, to któryś jego kierowca powinien ukończyć ostatnią w sezonie eliminację – Grand Prix Malezji – przynajmniej na siódmym miejscu.
Kwalifikacje do Grand Prix Malezji Jean Alesi ukończył na osiemnastym miejscu, a Nick Heidfeld tuż za nim, przy czym Alesi uzyskał czas 1:40,065, a Heidfeld – 1:40,148. Na pierwszym okrążeniu Pedro Diniz próbował wyprzedzić jadącego obok de la Rosy Heidfelda, po czym doszło do kolizji tych trzech kierowców; w jej wyniku z toru wypadł także Alesi, ale zdołał powrócić do rywalizacji. Alesi ukończył wyścig na 11 miejscu z jednym okrążeniem straty do zwycięzcy, Michaela Schumachera. To oznaczało, że Prost ukończył sezon na ostatnim, 11 miejscu, nie zdołając nawet pokonać Minardi.
Po sezonie z zespołu odszedł Nick Heidfeld, głównie dlatego, że zespołu nie było stać na jego zatrzymanie. Zastąpił go Gastón Mazzacane, w miejsce którego jeździli później Luciano Burti i Tomáš Enge. W trakcie sezonu Jeana Alesiego, który odszedł do Jordana, zastąpił Heinz-Harald Frentzen. Prost AP04 był znacznie bardziej udaną konstrukcją niż poprzednik, a Alesi zdołał nim zdobyć cztery punkty. Mimo tego na początku 2002 roku z powodu zadłużenia zespół został zlikwidowany.

## Dalsze losy modelu
Wyprodukowano pięć egzemplarzy modelu. Model oznaczony jako AP03-01 został sprzedany w 2000 roku na aukcji charytatywnej, z której dochód przekazano organizacji UNICEF. Model o oznaczeniu AP03-04 został sprzedany na aukcji Poulain LeFur w 2002 roku, a bolid oznaczony symbolem AP03-03 – rok później. Dwa pozostałe modele znajdują się w muzeach: jeden w Muzeum Peugeota (Musée de l'Aventure Peugeot) w Sochaux, a drugi w Muzeum Ligiera (Ligier F1 Museum) w Magny-Cours.

## Wyniki
| Legenda oznaczeń w tabelach wyników Wyświetl szablon na nowej stronie | Legenda oznaczeń w tabelach wyników Wyświetl szablon na nowej stronie                                                                     |
| Oznaczenie                                                            | Wyjaśnienie |
| --------------------------------------------------------------------- | --- |
| Złoty                                                                 | Zwycięzca lub mistrzostwo |
| Srebrny                                                               | 2. miejsce lub wicemistrzostwo |
| Brązowy                                                               | 3. miejsce lub II wicemistrzostwo |
| Zielony                                                               | Ukończył, punktował (w klasyfikacji generalnej, gdy zdobył co najmniej jeden punkt na przestrzeni sezonu, poza trzema powyższymi opcjami) |
| Niebieski                                                             | Ukończył, nie punktował (w klasyfikacji generalnej, gdy nie zdobył co najmniej jednego punktu na przestrzeni sezonu)                      |
| Czerwony                                                              | Nie zakwalifikował się (NZ) |
| Czerwony                                                              | Nie prekwalifikował się (NPK) |
| Różowy                                                                | Nie ukończył (NU) |
| Różowy                                                                | Niesklasyfikowany (NS) (w klasyfikacji generalnej, gdy nie został sklasyfikowany w żadnym wyścigu sezonu)                                 |
| Czarny                                                                | Zdyskwalifikowany (DK) |
| Czarny                                                                | Wykluczony (WYK/EX) |
| Biały                                                                 | Nie wystartował (NW) |
| Biały                                                                 | Kontuzjowany (K/INJ) |
| Biały                                                                 | Wyścig odwołany (OD/C) |
| Bez koloru                                                            | Został wycofany (WYC/WD) |
| Bez koloru                                                            | Nie przybył (NP/DNA) |
| Bez koloru                                                            | Nie brał udziału w treningach (NT/DNP) |
| Bez koloru                                                            | Nie został zgłoszony (–) |
| Pogrubienie                                                           | Start z pole position |
| Kursywa                                                               | Najszybsze okrążenie wyścigu |
| †                                                                     | Nie ukończył, ale jego rezultat został zaliczony ze względu na przejechanie więcej niż 90% dystansu wyścigu.                              |
| *                                                                     | Sezon w trakcie |
| 1/2/3                                                                 | Punktowana pozycja w sprincie |
| Lista systemów punktacji Formuły 1                                    | |

| Sezon | Zespół                  | Silnik  | Kierowcy      | Wyniki w poszczególnych eliminacjach | Wyniki w poszczególnych eliminacjach | Wyniki w poszczególnych eliminacjach | Wyniki w poszczególnych eliminacjach | Wyniki w poszczególnych eliminacjach | Wyniki w poszczególnych eliminacjach | Wyniki w poszczególnych eliminacjach | Wyniki w poszczególnych eliminacjach | Wyniki w poszczególnych eliminacjach | Wyniki w poszczególnych eliminacjach | Wyniki w poszczególnych eliminacjach | Wyniki w poszczególnych eliminacjach | Wyniki w poszczególnych eliminacjach | Wyniki w poszczególnych eliminacjach | Wyniki w poszczególnych eliminacjach | Wyniki w poszczególnych eliminacjach | Wyniki w poszczególnych eliminacjach | Wyniki kierowców | Wyniki kierowców | Wyniki konstruktora | Wyniki konstruktora |
| Sezon | Zespół                  | Silnik  | Kierowcy      | AUS                                  | BRA                                  | SMR                                  | GBR                                  | ESP                                  | EUR                                  | MCO                                  | CAN                                  | FRA                                  | AUT                                  | DEU                                  | HUN                                  | BEL                                  | ITA                                  | USA                                  | JPN                                  | MYS                                  | Punkty           | Pozycja          | Punkty              | Pozycja             |
| ----- | ----------------------- | ------- | ------------- | ------------------------------------ | ------------------------------------ | ------------------------------------ | ------------------------------------ | ------------------------------------ | ------------------------------------ | ------------------------------------ | ------------------------------------ | ------------------------------------ | ------------------------------------ | ------------------------------------ | ------------------------------------ | ------------------------------------ | ------------------------------------ | ------------------------------------ | ------------------------------------ | ------------------------------------ | ---------------- | ---------------- | ------------------- | ------------------- |
| 2000  | Gauloises Prost Peugeot | Peugeot | Jean Alesi    | NU                                   | NU                                   | NU                                   | 10                                   | NU                                   | 9                                    | NU                                   | NU                                   | 14                                   | NU                                   | NU                                   | NU                                   | NU                                   | 12                                   | NU                                   | NU                                   | 11                                   | 0                | 22               | 0                   | 11                  |
| 2000  | Gauloises Prost Peugeot | Peugeot | Nick Heidfeld | 9                                    | NU                                   | NU                                   | NU                                   | 16                                   | DK                                   | 8                                    | NU                                   | 12                                   | NU                                   | 12                                   | NU                                   | NU                                   | NU                                   | 9                                    | NU                                   | NU                                   | 0                | 20               | 0                   | 11                  |